# Now I'm Here
"Now I'm Here" er en sang af det britiske rockband Queen. Det er sjette sang på deres tredje album, Sheer Heart Attack, og er skrevet af guitaristen Brian May, mens han var på hospitalet med hepatitis. Sangen er kendt for dens hårde riff og vokale harmonier. I Storbritannien opnåede sangen en 11. plads på hitlisten efter at være udgivet som single i 1975. Sangen var en live-favorit, og blev spillet til næsten alle koncerter fra 1974 til 1986. Det er en af få sange der ikke er blevet genoplivet for Queen + Rodgers-turneen i 2005.
Det var med på opsamlingsalbummene Greatest Hits fra 1981 og Queen Rocks fra 1997. I marts 2005 placerede Q magazine sangen som nummer 33 over de 100 største guitarsange nogensinde.

## Personale
- John Deacon: basguitar.
- Brian May: Første- og rytmeguitar, korsang, Hammond organ og piano.
- Roger Meddows-Taylor: trommer, korsang.
- Freddie Mercury: forsanger.

## Liveindspilninger
- Live Killers (1979)
- Concerts for the People of Kampuchea (1979) (optaget ved deres julekoncert i Hammersmith Odeon, London)
- Queen Rock Montreal (1981)
- Queen on Fire - Live at the Bowl (1982)
- Live at Wembley '86 / Live at Wembley Stadium (1986)
- The Freddie Mercury Tribute Concert (1992) (played by Def Leppard and Brian May)
- Live at the Brixton Academy (Brian May album) (1993)

## Eksterne links
- Melody Maker, 25 January 1975 (QueenCuttings) Arkiveret 8. februar 2012 hos  Wayback Machine